# رقاصک

چرخ تعادل در ساعت مانتل. فنر تعادل مارپیچی در بالا قابل مشاهده است.

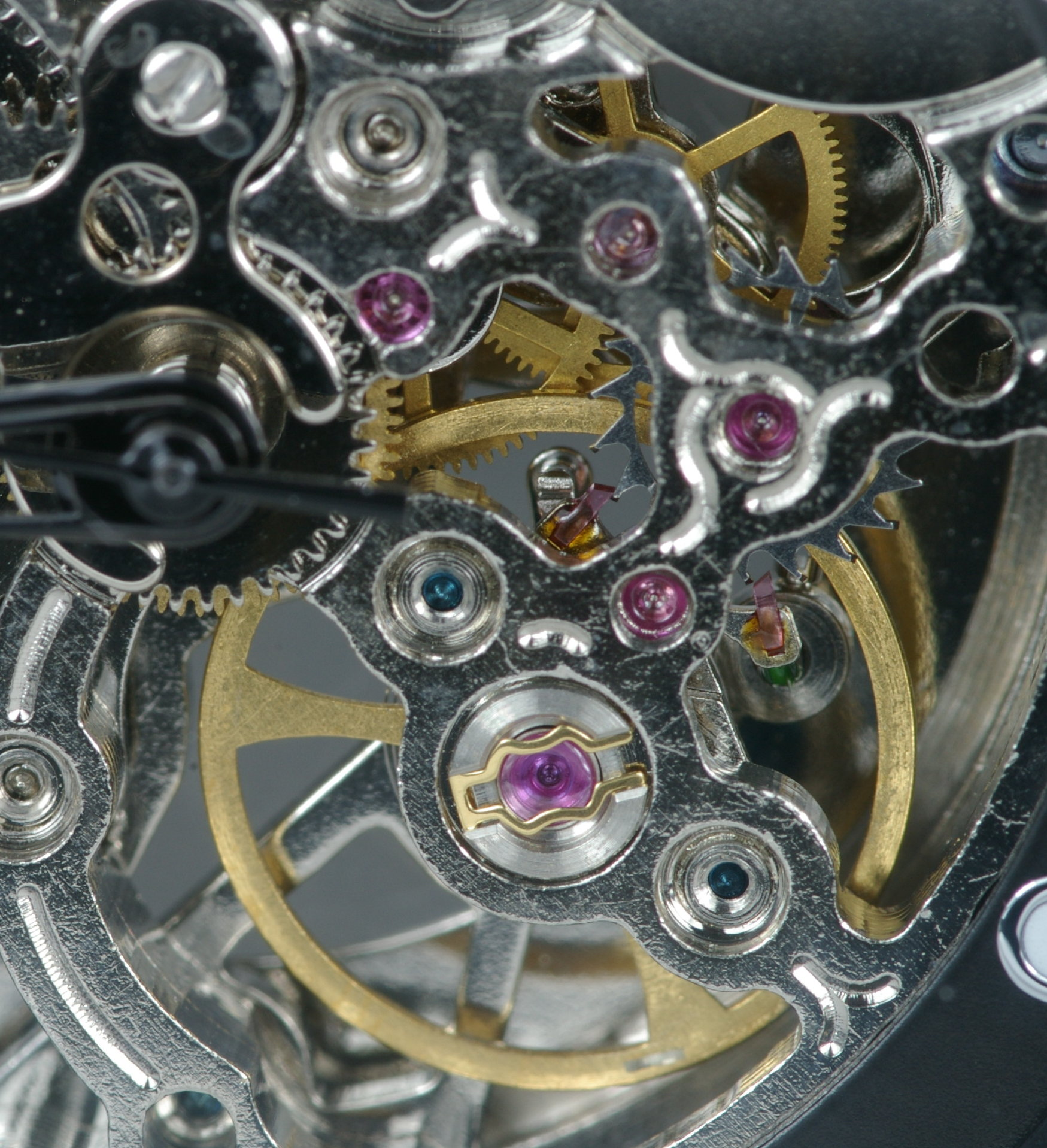
چرخ تعادل مدرن در یک حرکت ساعت

چرخ تعادل یا رقاصک وسیله‌ای است که در ساعت‌های مچی کوکی و ساعت‌های رومیزی مکانیکی مورد استفاده قرار می‌گیرد که مشابه آونگ در یک ساعت آونگی است. این چرخ وزنه دار است که به طرفین می‌چرخد و توسط یک فنر پیچشی مارپیچی به سمت مرکز خود بازمی‌گردد که به فنر تعادل یا فنر مویین معروف است. این چرخ توسط چرخ دنگ هدایت می‌شود، که حرکت چرخشی چرخ دنده ساعت را به تکانه‌هایی تبدیل می‌کند که به چرخ تعادل منتقل می‌شود. هر چرخش چرخ (که «تیک» یا «ضربه» نامیده می‌شود) به چرخ دنده اجازه می‌دهد تا مقدار مشخصی را جلو برود و عقربه‌ها را به جلو حرکت دهد. چرخ تعادل و فنر مویین با هم یک نوسان ساز هارمونیک را تشکیل می‌دهند که به دلیل رزونانس ترجیحاً با سرعت معینی نوسان می‌کند. فرکانس تشدید یا ضربان آن در برابر نوسان با سرعت‌های دیگر مقاومت می‌کند. ترکیب جرم چرخ تعادل و خاصیت ارتجاعی فنر زمان بین هر نوسان یا «تیک» را ثابت نگه می‌دارد. از زمان اختراع آن در قرن چهاردهم تا زمانی که حرکات دیاپازون و کوارتز در دهه ۱۹۶۰ در دسترس قرار گرفت، تقریباً هر دستگاه زمان‌سنجی قابل حمل از نوعی چرخ تعادل استفاده می‌کرد.

## بررسی اجمالی
تا دهه ۱۹۸۰ چرخ‌های تعادل فناوری زمان‌سنجی مورد استفاده در زمان‌سنج‌ها، قفل‌های زمان خزانه بانک، فیوزهای زمانی برای انفجار مهمات، ساعت‌های زنگ دار، تایمرهای آشپزخانه و کرونومترها بودند، اما اکنون فناوری کوارتز این کاربردها را به خود اختصاص داده‌است و اکنون تنها کاربرد اصلی این سازوکار در ساعت‌های مکانیکی با کیفیت است.

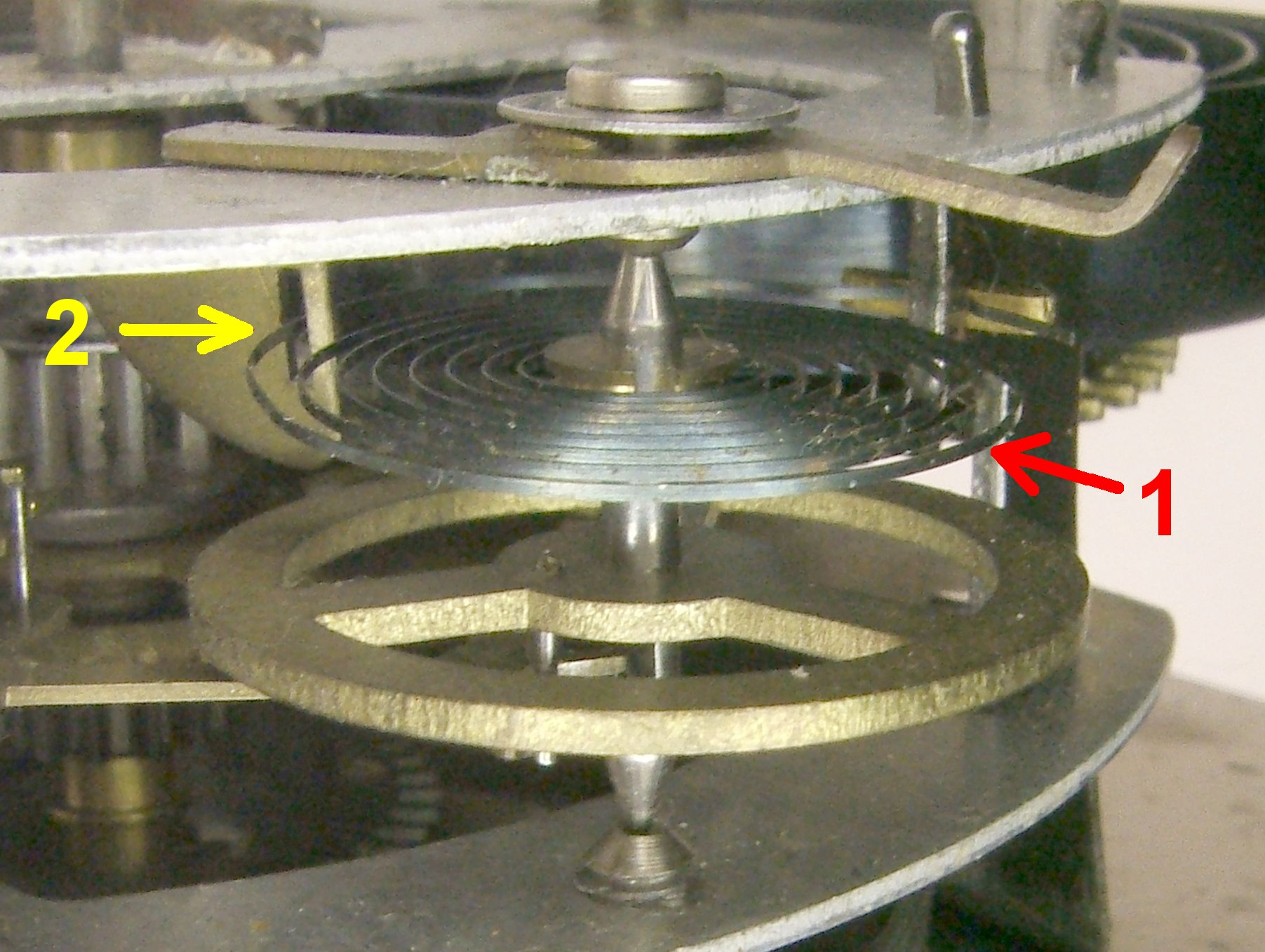
چرخ تعادل در ساعت زنگ دار دهه ۱۹۵۰، آپولو، توسط Lux Mfg. Co. که فنر تعادل (۱) و تنظیم کننده (۲) را نشان می دهد.

چرخ‌های تعادل ساعت مدرن (۲۰۰۷) معمولاً از گلوسیدور، آلیاژی با انبساط حرارتی کم از بریلیم، مس و آهن، با فنرهایی از آلیاژ ارتجاعی ضریب حرارتی پایین مانند Nivarox ساخته می‌شوند. این دو آلیاژ با هم مطابقت داده شده‌اند، بنابراین واکنش‌های دمایی هر یک از آنها خنثی می‌شود و در نتیجه خطای دمایی اندکی ایجاد می‌شود. چرخ‌ها برای کاهش مقاومت هوا صاف هستند و محورها بر روی سنگهای جواهر (معمولاً یاقوت) به‌طور دقیق قرار گرفته‌اند. چرخ‌های رقاصک قدیمی‌تر از وزنه‌های پیچی در اطراف لبه برای تنظیم تعادل استفاده می‌کردند، اما چرخ‌های مدرن در کارخانه با کامپیوتر ساخته می‌شوند و از لیزر برای ایجاد یک حفره‌های دقیق در رینگ استفاده می‌کنند تا متعادل شوند. چرخ‌های رقاصک با هر گردش حدود یک و نیم دور می‌چرخند؛ یعنی حدود ۲۷۰ درجه به سمت هر طرف موقعیت تعادل مرکزی خود. سرعت چرخ تعادل با فنر تعادل (مویین) می‌شود و میله ای (تنظیم کننده) با شکاف باریک در انتهای آن که فنر تعادل از آن عبور می‌کند. این قسمت از فنر پشت شکاف را ثابت نگه می‌دارد. حرکت میله (تنظیم کننده)، شکاف فنر تعادل را به سمت چپ و راست می‌چرخاند و طول مؤثر آن و در نتیجه سرعت ارتعاش رزونانس تعادل را تغییر می‌دهد. از آنجایی که تنظیم کننده (رگولاتور) با عملکرد فنر تداخل دارد، کرنومترها و برخی از ساعت‌های دقیق دارای تعادل‌های «فارش آزاد» و بدون تنظیم‌کننده هستند، مانند Gyromax. میزان آنها توسط پیچ‌های وزنی روی لبه تعادل تنظیم می‌شود.
سرعت نوسان تعادل به‌طور سنتی بر حسب ضربان (تیک) در ساعت یا BPH اندازه‌گیری می‌شود. اگرچه از یکاهایی مانند ضربان در ثانیه و هرتز نیز استفاده می‌شود. مدت زمان یک ضربه، به‌طور یک بار چرخش رقاصک تعریف می‌شود (مدت زمان رفت چرخ رقاصک)، بنابراین دو ضربه در یک چرخه کامل وجود دارد (رفت برگشت). رقاصک‌ها در ساعت‌های دقیق با ضربان‌های سریع‌تر طراحی می‌شوند، زیرا در این صورت کمتر تحت تأثیر حرکات مچ قرار می‌گیرند. ساعت‌های زنگ دار و تایمرهای آشپزخانه اغلب دارای نرخ ۴ ضربه در ثانیه (14400 BPH) هستند. ساعت‌های ساخته شده قبل از دهه ۱۹۷۰ معمولاً دارای نرخ ۵ ضربه در ثانیه (18000 BPH) بودند. ساعت‌های فعلی دارای نرخ 6 (21600 BPH)، 8 (28800 BPH) و تعداد کمی از آن‌ها ۱۰ ضربه در ثانیه (36000 BPH) هستند. شرکت ساعت‌سازی Audemars Piguet در حال حاضر ساعتی با نرخ نوسان تعادل بسیار بالا ۱۲ ضربان در ثانیه (43200 BPH) تولید می‌کند. در طول جنگ جهانی دوم، الگین یک کرونومتر بسیار دقیق تولید کرد که با سرعت ۴۰ ضربان در ثانیه (144000 BPH) کار می‌کرد و نام مستعار "Jitterbug" را برای آن به ارمغان آورد.
دقت بهترین ساعت‌های رقاصک دار روی مچ دست حدود چند ثانیه در روز است. دقیق‌ترین ساعت‌های رقاصک دار ساخته شده، کرونومترهای دریایی بودند که در کشتی‌ها برای ناوبری فلکی به عنوان منبع زمانی دقیق برای تعیین طول جغرافیایی استفاده می‌شدند. در جنگ جهانی دوم آنها به دقت ۰٫۱ ثانیه در روز دست یافته بودند.

## دوره نوسان
دوره نوسان چرخ تعادل T بر حسب ثانیه، زمان لازم برای یک چرخه کامل (دو ضربه)، با گشتاور اینرسی چرخ I بر حسب کیلوگرم متر 2 و سفتی (ثابت فنر) فنر تعادل κ بر نیوتن تعیین می‌شود. - متر بر رادیان:

Foliot (میله افقی با وزنه) از ساعت De Vick، ساخت ۱۳۷۹، پاریس

{\displaystyle T=2\pi {\sqrt {\frac {I}{\kappa }}}\,}

## تاریخچه

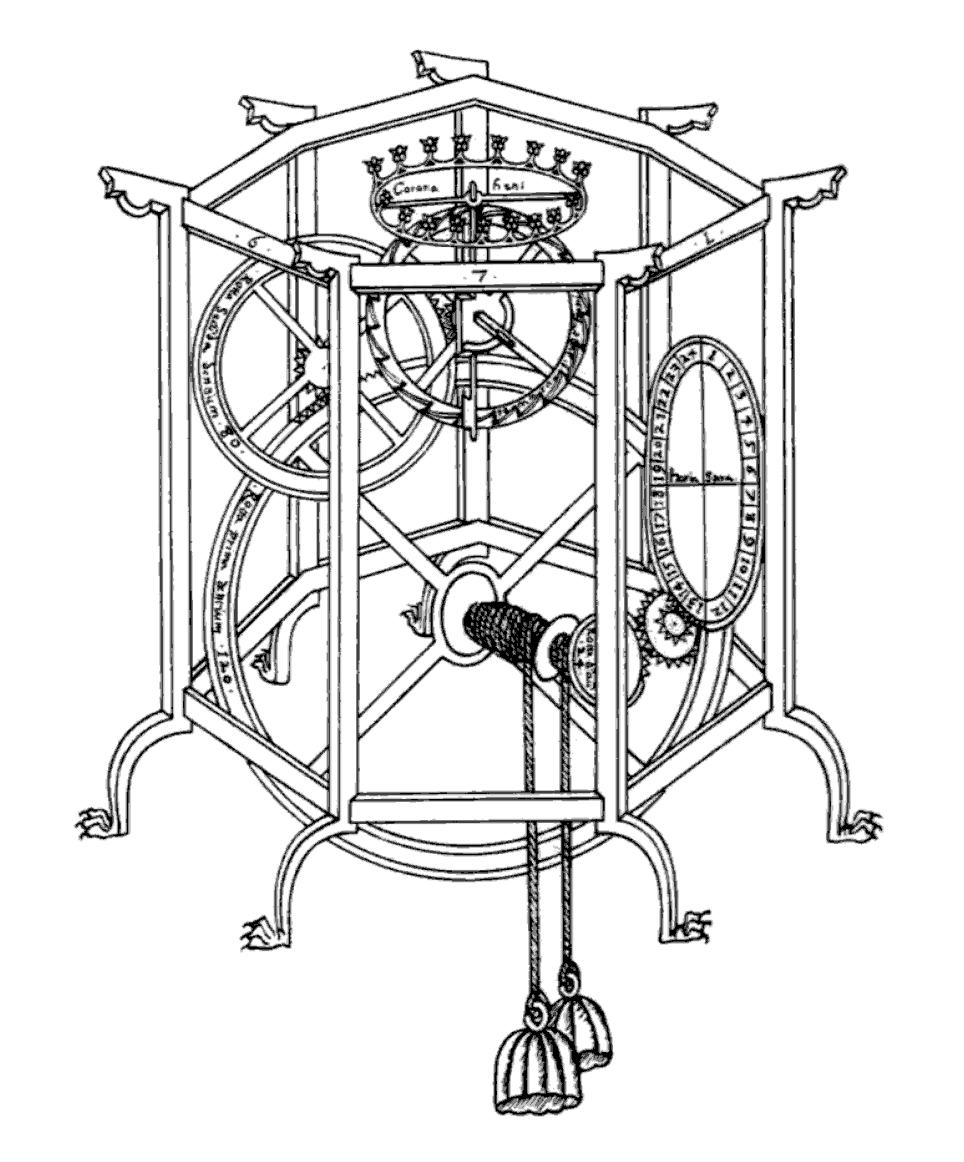
شاید اولین نقاشی موجود از چرخ تعادل، در ساعت نجومی جیووانی دودونی، ساخته شده در سال ۱۳۶۴، پادوآ، ایتالیا. چرخ تعادل (شکل تاج، بالا) دارای ضربان ۲ ثانیه بود. ردیابی تصویری از رساله ساعت ۱۳۶۴ او، Il Tractatus Astrarii.

رقاصک با اولین ساعت‌های مکانیکی، در قرن چهاردهم اروپا ظاهر شد، اما به نظر می‌رسد دقیقاً مشخص نیست که چه زمانی و در کجا برای اولین بار از آن استفاده شده‌است. این یک نسخه بهبود یافته از فولیوت است، یک زمان‌سنج اولیه اینرسی متشکل از یک میله مستقیم که در مرکز با وزنه‌هایی در انتهای آن چرخیده‌است، که به جلو و عقب نوسان می‌کند. وزنه‌های فولیوت را می‌توان روی میله به داخل یا خارج کرد تا سرعت ساعت را تنظیم کند. اولین ساعت‌ها در شمال اروپا از فولیوت استفاده می‌کردند، در حالی که ساعت‌های جنوب اروپا از چرخ‌های تعادل استفاده می‌کردند. با کوچک‌تر شدن ساعت‌ها، ابتدا به‌عنوان ساعت‌های براکتی و ساعت‌های فانوس و سپس به‌عنوان اولین ساعت‌های بزرگ پس از سال ۱۵۰۰، چرخ‌های تعادلی به‌جای فولیوت‌ها استفاده شدند. از آنجایی که بیشتر وزن آن بر روی لبه دور از محور قرار دارد، چرخ تعادل می‌تواند گشتاور اینرسی بیشتری نسبت به یک فولیوتِ هم اندازه با خود داشته باشد و زمان دقیق تری را ارائه دهد. شکل چرخ رقاصک نیز مقاومت هوای کمتری ایجاد می‌کرد و از نظر هندسی، تا حدی خطای انبساط حرارتی ناشی از تغییرات دما را جبران می‌کرد.

### اضافه شدن فنر تعادل

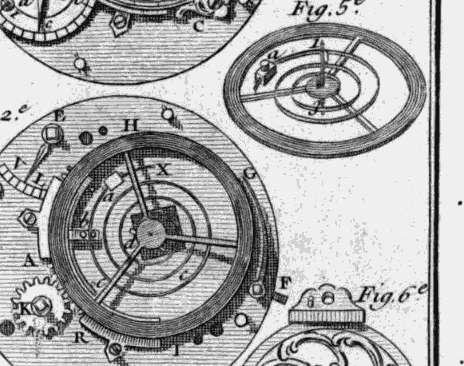
چرخ تعادل اولیه با فنر در ساعت فرانسوی قرن هجدهم

چرخ‌های تعادل اولیه صرفاً زمان‌سنج بودند، زیرا فاقد عنصر ضروری دیگر بودند: فنر تعادل. چرخ‌های تعادل اولیه توسط راه‌انداز به یک جهت هل داده شدند تا زمانی که پرچم لبه‌ای که با دنده ای روی چرخ دنگ (چرخ فرار) در تماس بود از کنار نوک دندان بلغزد ("فرار") و عمل فرار معکوس شود و چرخ را به عقب هل دهد (در مسیر مخالف). در چنین چرخی "اینرسی"، شتاب متناسب با نیروی محرکه است. در یک ساعت بدون فنر تعادل، نیروی محرکه هم نیرویی را که چرخ را شتاب می‌دهد و هم نیرویی را که سرعت آن را کاهش داده و آن را معکوس می‌کند، تأمین می‌کند. اگر نیروی محرکه افزایش یابد، هم شتاب افزایشی و هم شتاب کاهشی افزایش می‌یابد، این باعث می‌شود چرخ سریع‌تر به جلو و عقب رانده شود. این امر باعث شد که زمان‌سنجی به شدت به نیروی اعمال شده توسط چرخ دنگ وابسته باشد. در یک ساعت، نیروی محرکه ارائه شده توسط فنر اصلی، که از طریق چرخ دنده ساعت به خروجی اعمال می‌شود، در طول دوره کارکرد ساعت با باز شدن فنر اصلی کاهش می‌یابد. بدون هیچ وسیله ای برای یکسان‌سازی نیروی محرکه، ساعت در طول دوره کارکردن بین پیچ‌های فنر به دلیل از دست دادن نیروی فنر، سرعت خود را کاهش می‌دهد و باعث از دست دادن زمان و عقب ماندن ساعت می‌شود. به همین دلیل است که همه ساعت‌های فنری پیش‌بالانس به فیوز (یا در موارد معدود stackfreed) نیاز داشتند تا نیرویی را که از فنر اصلی وارد می‌شود یکسان کنند تا به حداقل دقت ممکن دست یابند. با وجود با این دستگاه‌ها، ساعت‌های قبل از اختراع فنر تعادل، بسیار کم دقت بودند.
ایده فنر تعادل از مشاهداتی الهام گرفته شده‌است که بر پایه فنر مویین که برای محدود کردن چرخش چرخ اضافه شده‌است، دقت آن را افزایش می‌دهد. رابرت هوک برای اولین بار در سال ۱۶۵۸ یک فنر فلزی را روی ترازو اعمال کرد و ژان دو هاوتفو و کریستیان هویگنس آن را به شکل مارپیچی کنونی در سال ۱۶۷۴ بهبود بخشیدند. اضافه شدن فنر، چرخ تعادل را به یک نوسانگر هارمونیک تبدیل کرد که اساس کارکرد یک ساعت مدرن است. این بدان معناست که چرخ با فرکانس تشدید طبیعی یا ضربان می‌چرخد و در برابر تغییرات سرعت نوسان ناشی از مقاومت یا تغییر نیروی محرکه مقاومت می‌کند. این نوآوری اساسی، دقت ساعت‌ها را از چندین ساعت در روز به شاید ۱۰ دقیقه در روز بسیار افزایش داد، و آنها را از نوآوری‌های گران‌قیمت به زمان‌سنج‌های مفید تبدیل کرد.

### خطای دما
پس از اضافه شدن فنر تعادل، یک منشأ اصلی عدم دقت، اثر تغییرات دما بود. ساعت‌های اولیه دارای فنرهای تعادلی ساخته شده از فولاد ساده و تعادل‌های برنجی یا فولادی بودند و تأثیر دما بر روی آنها به‌طور قابل توجهی بر روی سرعت کارکردشان تأثیر می‌گذاشت.
افزایش دما باعث افزایش ابعاد فنر تعادل و تعادل در اثر انبساط حرارتی می‌شود. استحکام فنر، نیروی ترمیم کننده ای که در پاسخ به انحراف ایجاد می‌کند، متناسب با عرض و مکعب ضخامت آن و با طول آن نسبت معکوس دارد. اگر فقط بر ابعاد فیزیکی آن تأثیر بگذارد، افزایش دما در واقع باعث قوی‌تر شدن فنر می‌شود. با این حال، یک اثر بسیار بزرگتر در فنرِ تعادلِ ساخته شده از فولادِ ساده این است که کشش فلز فنر به‌طور قابل توجهی با افزایش دما کاهش می‌یابد؛ نتیجه نهایی این است که یک فنر فولادی ساده با افزایش دما ضعیف تر می‌شود. افزایش دما همچنین قطر چرخ تعادل فولادی یا برنجی را افزایش می‌دهد و اینرسی دَوَرانی و گشتاور اینرسی آن را افزایش می‌دهد و شتاب‌گیری فنر تعادل را سخت‌تر می‌کند. دو اثر افزایش دما بر ابعاد فیزیکی فنر و تعادل، تقویت فنر تعادل و افزایش اینرسی چرخشی ترازو، اثرات متضادی دارند و تا حدی یکدیگر را خنثی می‌کنند. تأثیر عمده دما که بر سرعت ساعت تأثیر می‌گذارد، ضعیف شدن فنر تعادل با افزایش دما است.
در ساعتی که اثرات دما جبران نمی‌شود، فنر ضعیف‌تر زمان بیشتری می‌برد تا چرخ تعادل را به سمت مرکز بازگرداند، بنابراین ضربان کندتر می‌شود و ساعت زمان را از دست داده و عقب می‌ماند. فردیناند برتود در سال ۱۷۷۳ متوجه شد که یک چرخ تعادل برنجی معمولی و فنر مویین فولادی، به ازای ۶۰ درجه فارنهایت (۳۳ درجه سانتی گراد) افزایش دما، ۳۹۳ ثانیه (شش و نیم دقیقه) در روز عقب می‌ماند که ۳۱۲ ثانیه آن به دلیل کاهش کشش فنری است.

### چرخ‌های تعادل جبران شده با دما
نیاز به یک ساعت دقیق برای ناوبری فلکی در طول سفرهای دریایی باعث پیشرفت بسیاری در فناوری تعادل در قرن ۱۸ بریتانیا و فرانسه شد. حتی یک خطای ۱ ثانیه در روز در کرنومتر دریایی می‌تواند منجر به خطای ۱۷ مایلی در موقعیت کشتی پس از یک سفر ۲ ماهه شود. جان هریسون برای اولین بار در سال ۱۷۵۳ با استفاده از «محور جبران» دو فلزی روی فنر، در اولین کرونومتر دریایی موفق، H4 و H5، جبران دما را به چرخ تعادل اعمال کرد. با این اختراع به دقت کسری از ثانیه در روز دست یافتند، اما محدودیت جبران به دلیل پیچیدگی آن بیشتر مورد استفاده قرار نگرفت.

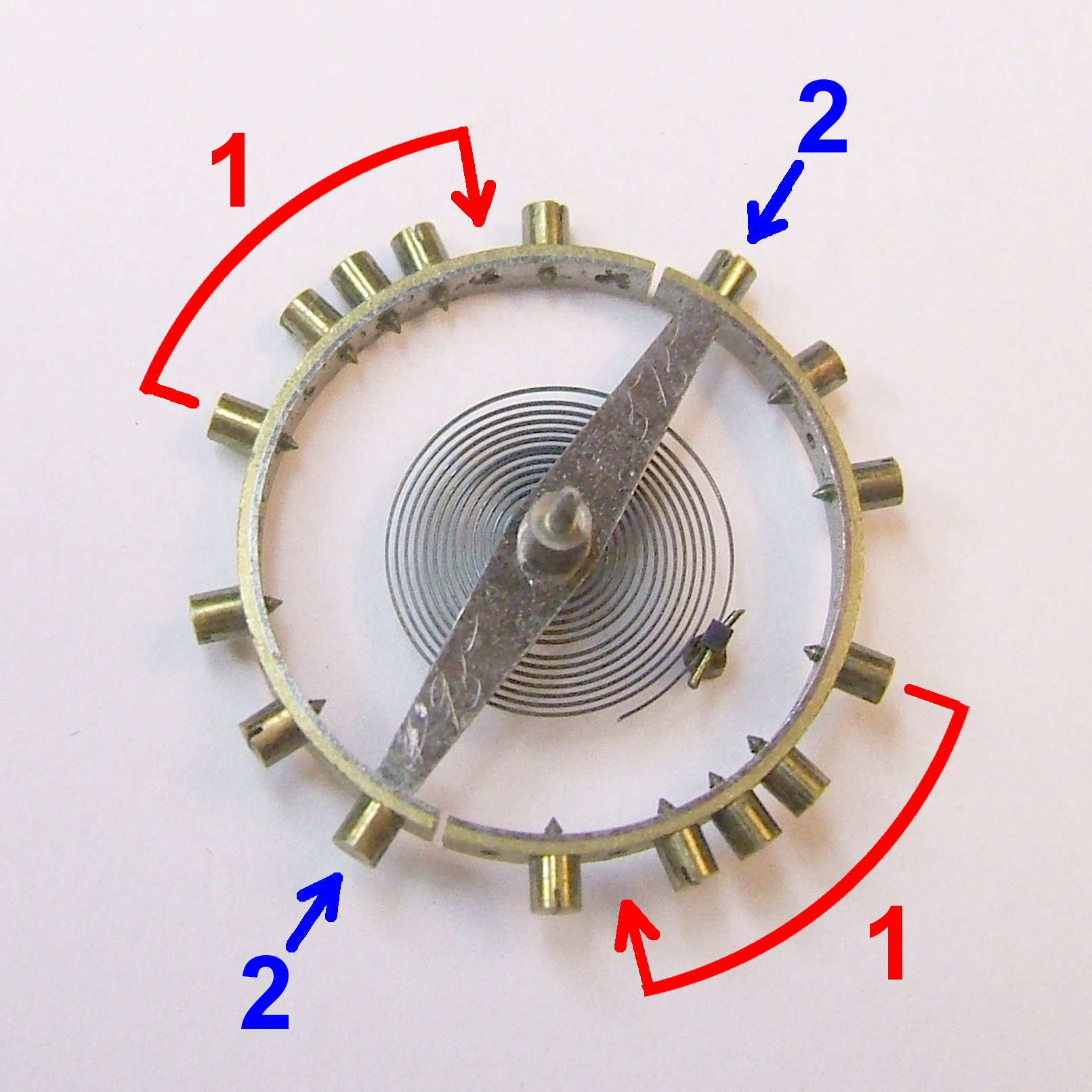
چرخ تعادل دوفلزی جبران‌شده با دما، متعلق به ساعت جیبی اوایل دهه ۱۹۰۰. ۱۷ میلی‌متر قطر (۱) حرکت جفت وزنه‌های متضاد به انتهای بازوها باعث افزایش جبران دما می‌شود. (۲) باز کردن جفت وزنه‌ها در نزدیکی پره‌ها، سرعت نوسان را کاهش می‌دهد. تنظیم یک وزنه باعث تغییر حالت یا تعادل می‌شود.

راه حل ساده‌تری در حدود سال ۱۷۶۵ توسط پیر لو روی ابداع شد و توسط جان آرنولد و توماس ارنشاو بهبود یافت: Earnshaw یا چرخ تعادل جبرانی. نکته کلیدی این بود که چرخ تعادل با دما تغییر اندازه دهد. اگر بتوان با گرم‌تر شدن، قطر آن را کوچکتر کرد، گشتاور اینرسی کوچک‌تر، ضعیف شدن فنر تعادل را جبران می‌کند و دوره نوسان را ثابت نگه می‌دارد.
برای انجام این کار، لبه بیرونی رقاصک از یک "ساختار چند لایه (ساندویچ)" از دو فلز با جنس متفاوت ساخته شد. لایه ای از فولاد در داخل که به لایه ای از برنج در خارج جوش خورده‌است. نوارهای این ساختار دو فلزی هنگام گرم شدن به سمت فولاد خم می‌شوند، زیرا انبساط حرارتی برنج بیشتر از فولاد است. لبه در دو نقطه در کنار پره‌های چرخ باز شده بود، بنابراین شبیه یک S شکل (به شکل) با دو "بازو" دو فلزی دایره ای شکل بود. گاهی اوقات به این چرخ‌ها "Z-balances" نیز گفته می‌شود. افزایش دما باعث می‌شود بازوها به سمت داخل به سمت مرکز چرخ خم شوند و جابجایی جرم به سمت داخل، لحظه اینرسی تعادل را کاهش می‌دهد، مشابه روشی که یک اسکیت باز در حال چرخش می‌تواند با کشیدن بازوهای خود، لحظه اینرسی خود را کاهش دهد. این کاهش در گشتاور اینرسی، گشتاور کاهش یافته تولید شده توسط فنر تعادل ضعیف تر را جبران می‌کند. میزان جبران با وزنه‌های متحرک روی بازوها تنظیم می‌شود. کرونومترهای دریایی با این نوع تعادل، خطای تنها ۳ تا ۴ ثانیه در روز در محدوده دمایی وسیع داشتند. در دهه ۱۸۷۰ از تعادل جبران شده در ساعت‌ها استفاده شد.

### خطای دمای متوسط

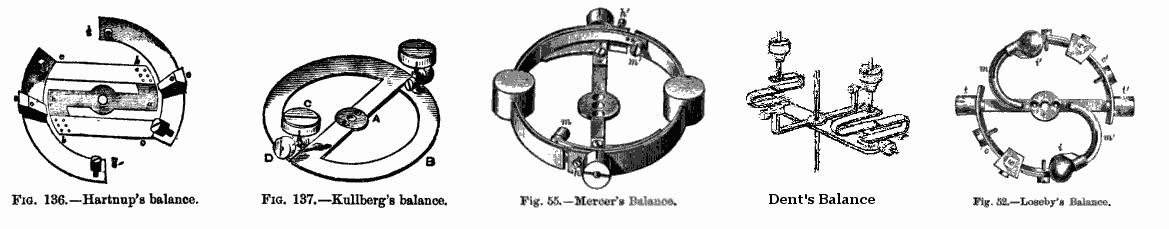
چرخ‌های تعادل کرنومتر دریایی از اواسط دهه ۱۸۰۰، با سیستم‌های مختلف جبران کمکی برای کاهش خطای دمای متوسط

تعادل استاندارد Earnshaw به دلیل تغییرات دما، خطا را به‌طور چشمگیری کاهش داد، اما آن را حذف نکرد. همان‌طور که برای اولین بار توسط JG Ulrich توضیح داده شد، یک تعادل جبرانی تنظیم شده برای نگه داشتن زمان صحیح در دمای پایین و بالا معین، چند ثانیه در روز در دمای متوسط خواهد بود. دلیل آن این است که گشتاور اینرسی تعادل به عنوان مربع شعاع بازوهای جبرانی و در نتیجه دما تغییر می‌کند. اما خاصیت ارتجاعی فنر به صورت خطی با دما تغییر می‌کند.
برای کاهش این مشکل، سازندگان زمان‌سنج، طرح‌های مختلف «جبران کمکی» را اتخاذ کردند که خطا را کمتر از ۱ ثانیه در روز کاهش داد. چنین طرح‌هایی برای مثال شامل بازوهای دو فلزی کوچک متصل به داخل چرخ تعادل است. چنین جبران کننده‌هایی فقط می‌توانند در یک جهت به سمت مرکز چرخ تعادل خم شوند، اما خم شدن به سمت بیرون توسط خود چرخ مسدود می‌شود. حرکت مسدود شده باعث یک پاسخ دمایی غیر خطی می‌شود که می‌تواند تغییرات الاستیسیته را در فنر کمی بهتر کند. اکثر زمان‌سنج‌هایی که در آزمایش‌های سالانه رصدخانه گرینویچ بین سال‌های ۱۸۵۰ و ۱۹۱۴ اولین بار بودند، طرح‌های جبران کمکی بودند. جبران کمکی به دلیل پیچیدگی آن هرگز در ساعت‌ها استفاده نشد.

### مواد بهتر

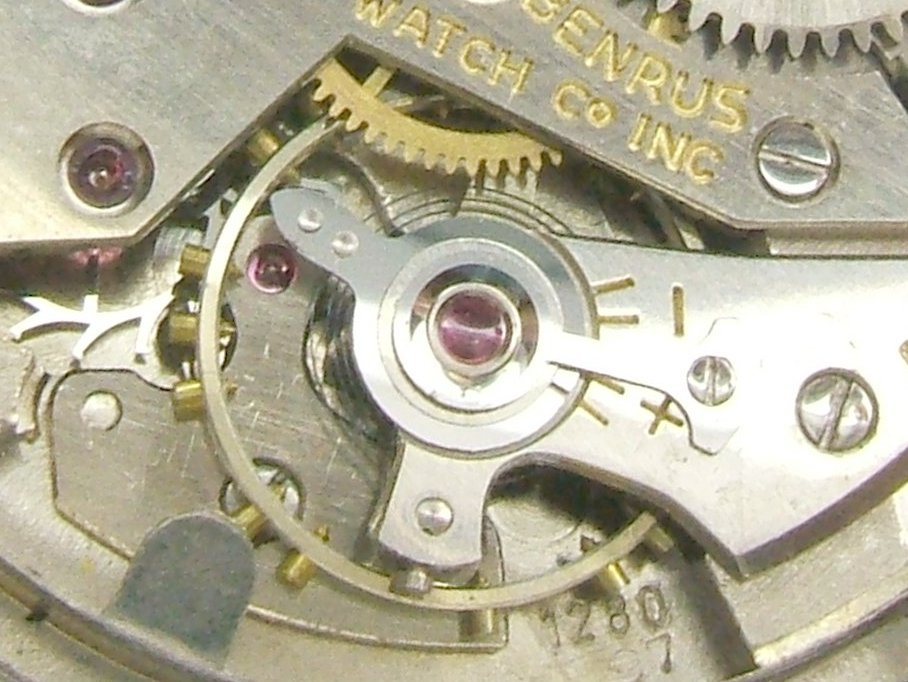
بالانس و فنر آلیاژی با ضریب دمای پایین، در حرکت ETA 1280 از ساعت Benrus شرکت ساخته شده در دهه ۱۹۵۰

چرخ تعادل اصلاح شده دو فلزی در اوایل قرن بیستم به دلیل پیشرفت در متالورژی منسوخ شد. چارلز ادوارد گیوم برای اختراع Invar در سال ۱۸۹۶، یک آلیاژ فولاد نیکل با انبساط حرارتی بسیار کم، و Elinvar (از El asticité invar iable) آلیاژی که خاصیت ارتجاعی آن در محدوده دمایی وسیع بدون تغییر است، برای فنرهای تعادلی در سال ۱۸۹۶ برنده جایزه نوبل شد. تعادل جامد اینوار با فنر الینوار تا حد زیادی تحت تأثیر دما قرار نگرفت، بنابراین جایگزین تعادل دو فلزی دشوار تنظیم شد. این امر منجر به یک سری آلیاژهای بهبود یافته با ضریب دمای پایین برای تعادل‌ها و فنرها شد.
قبل از اختراع الینوار، گیوم آلیاژی برای جبران خطای دمای متوسط در تعادل دو فلزی با اعطای ضریب دمای درجه دوم منفی به آن اختراع کرد. این آلیاژ که آنیبال نام دارد، یک تغییر جزئی از اینوار است. تقریباً به‌طور کامل اثر دمایی فنر مویین فولادی را حذف کرد، اما همچنان به یک چرخ تعادل جبران شده دو فلزی نیاز داشت که به عنوان چرخ تعادل گیوم شناخته می‌شود. این طرح بعداً به جایگزین رقاصک‌های تک فلزی اینوار با فنرهای الینوار شدند. ضریب درجه دوم با جایگاه آن در معادله انبساط یک ماده تعریف می‌شود.
{\displaystyle \ell _{\theta }=\ell _{0}\left(1+\alpha \theta +\beta \theta ^{2}\right)\,}
که در آن:
{\displaystyle \scriptstyle \ell _{0}} طول نمونه در دمای مرجع است
{\displaystyle \scriptstyle \theta } دمای بالاتر از مرجع است
{\displaystyle \scriptstyle \ell _{\theta }} طول نمونه در دمای {\displaystyle \scriptstyle \theta } است
{\displaystyle \scriptstyle \alpha } ضریب انبساط خطی است
{\displaystyle \scriptstyle \beta } ضریب بسط درجه دوم است